# Saurita mediorubra
Saurita mediorubra är en fjärilsart som beskrevs av William James Kaye. Saurita mediorubra ingår i släktet Saurita och familjen björnspinnare. Inga underarter finns listade.